# Antiquark bottom
Antiquark bottom ou antiquark b é a antipartícula do quark bottom. Logo ele tem as mesmas características que o quark bottom, exceto a  carga elétrica elementar, que é contrária a do quark bottom (+⅓). Ele corresponde ao segundo antiquark mais pesado, com uma massa de 4,2 GeV (quatro vezes a massa do próton), sendo apenas mais leve que o antiquark top. Ele interage por meio de todas as quatro forças fundamentais. O antiquark bottom têm valor de inferioridade definido por convecção de +1.

## História
A antipartícula do antiquark bottom, o quark bottom, foi teorizado em 1973 pelos físicos japoneses Makoto Kobayashi e Toshihide Maskawa para explicar a violação no decaimento de Kaons, o nome inferior(bottom) foi inserido em 1975 por Haim Harari. O antiquark bottom junto com o quark inferior foi descoberto em 1977 pelo Fermilab durante o experimento E288 em que a equipe produziu através de colisões um bottomônio, a equipe foi liderada por Leon Max Lederman, os dois físicos japoneses ganharam o Prémio Nobel da Física de 2008, houve um esforço por parte dos cientistas para que a nomenclatura oficial fosse quark beauty (bonito), mas inferior continuou como o nome oficial da partícula
O bottomônio (mas conhecido como méson upsilon) é um méson composto por um quark b e um antiquark b.

## Produção

Esquema da produção de um antiquark bottom pelo decaimento de um antiquark top.

O antiquark bottom pode ser produzido pelo choque entre feixes de prótons e antiprótons em aceleradores de partículas, a imagem descreve a produção de um par de quark bottom e antiquark bottom pelo decaimento de quark top e o antiquark top:
- -T → B + W- + GeV

## Antipartícula
A antipartícula do antiquark bottom é o quark bottom. Que tem as mesmas características que o antiquark top mas carga elétrica, spin e sabor contrário.